# Calyce sumatrensis
Calyce sumatrensis es una especie de coleóptero de la familia Mordellidae.

## Distribución geográfica
Habita en Indonesia.